# Pałac w Trzcinnie
Pałac w Trzcinnie – zabytkowy pałac w miejscowości Trzcinno (województwo pomorskie).
Pałac został zbudowany (odbudowany) po poważnym uszkodzeniu podczas pożaru w 1882. Od frontu dwupiętrowy ryzalit zakończony owalnym frontonem, zawierającym herby budowniczego oraz jego żony. Pod koniec XIX w. Adolf von Massow (1837-1909) zapisał majątek swojemu synowi Wilhelmowi Karlowi von Massow (1866-1917) żonatemu z Alicją von Pfeil und Klein-Ellguth (1873-1955).
Obiekt jest częścią zespołu pałacowego z drugiej połowy XIX w. przebudowanego w XX w., w skład którego wchodzi jeszcze park.

Herb von Massow
Herb von Pfeil